# Quiriat-Séfer
Quiriat-Séfer (Ciutat del llibre, Josuè 15.15, 16, Judges 1.11) o Quiriat-Sannà (ciutat de les palmeres Josué 15.49) fou una ciutat de Palestina, prop d'Hebron, que en temps de Josuè fou conquerida (Josuè 10.38) i rebatejada Debir (paraula o oracle, Δαβίρ, LXX), però recuperada pels cananeus (Josué 15.16-20). Més tard fou conquerida altre cop pels jueus (Josuè 21.15; 1 Chron. 6.58.) però va perdre importància.
Una altra ciutat anomenada també Debir era al territori de Gad (Josuè 13.26).